# Thynnichthys
Thynnichthys är ett släkte av fiskar. Thynnichthys ingår i familjen karpfiskar.
Kladogram enligt Catalogue of Life:
| Thynnichthys | \| \| Thynnichthys polylepis \| \| \| \| \| \| Thynnichthys sandkhol \| \| \| \| \| \| Thynnichthys thynnoides \| \| \| \| \| \| Thynnichthys vaillanti \| \| \| \| |
|              | \| \| Thynnichthys polylepis \| \| \| \| \| \| Thynnichthys sandkhol \| \| \| \| \| \| Thynnichthys thynnoides \| \| \| \| \| \| Thynnichthys vaillanti \| \| \| \| |
|              | Thynnichthys polylepis |
|              | |
|              | Thynnichthys sandkhol |
|              | |
|              | Thynnichthys thynnoides |
|              | |
|              | Thynnichthys vaillanti |
|              | |